# 胡心得
胡心得（1537年—1616年），字元靜，號襟寰，浙江仁和人，德清縣籍，明朝政治人物，進士出身。

## 生平
嘉靖四十三年（1564年）甲子科浙江鄉試第四十五名舉人。嘉靖四十四年（1565年）聯捷二甲第六十一名進士。都察院观政，本年十二月授刑部主事，隆慶三年（1569年）三月升员外，四年二月升郎中，九月出為廣東廣州府知府，平定巨盜林道乾、賴元爵，万历元年（1573年）八月丁忧归。四年（1576年）十二月補安慶府知府，有政績，巡撫、巡按交相推薦，七年（1579年）五月升雲南兵備副使，平定雲南土司岳鳳、與緬甸莽應里入寇。十年七月陞廣東右參政。萬曆十一年（1583年）十二月，被兵科都給事中張鼎思等追究雲南之事，革職為民。
萬曆二十年（1592年）六月，復補福建左參政，次年八月轉廣西按察使，二十三年（1595年）陞廣東右布政使，二十六年五月轉湖廣左布政使。萬曆二十九年（1601年）任都察院右副都御史、撫治鄖陽。三十三年（1605年）被劾回籍。萬曆四十四年（1616年）四月卒。

## 家族
曾祖父胡煜，曾任知縣；祖父胡鳳來，曾任監生、赠通奉大夫湖广右布政使；父胡汝宜，累封知府、赠通奉大夫湖广右布政使；母杜氏，封安人、累赠夫人。弟心正（礼部儒士）、心存、心学、心源（廪生）、心恒、心悦、心忭、心惟、心潜、心澄、心沐，俱生员。